# Talen in Suriname
Suriname is een veeltalig land; echter de enige officiële taal in Suriname is het Nederlands, met het Surinaams-Nederlands als plaatselijke variant. Ook spreken de meeste Surinamers vaak Sranantongo in minder formele situaties, meestal gemengd met het Nederlands of een andere in Suriname gesproken taal.
In Suriname worden minstens twintig verschillende talen gesproken. De meeste Surinamers zijn meertalig, en iedereen die onderwijs in Suriname heeft gevolgd spreekt Nederlands. Qua aantallen sprekers zijn de belangrijkste talen in Suriname achtereenvolgens het Nederlands, het Sranantongo, het Sarnami Hindoestani (Surinaams Hindoestaans), het Surinaams-Javaans en de verschillende Marrontalen (vooral Saramaccaans en Aukaans). Omdat de meeste Surinamers meertalig zijn is het echter niet eenvoudig om mensen in te delen in één bepaalde taalgroep.
Volgens de uitkomsten van de achtste algemene volks- en woningtelling, die in 2012 in Suriname werd gehouden, is Nederlands de meest gesproken thuistaal in Suriname. In ruim 73% van de huishoudens wordt Nederlands als eerste of tweede taal gesproken. Het Sranantongo wordt in 44% van de huishoudens gesproken, hoofdzakelijk als tweede taal, het Sarnami Hindoestani in ruim 21% en het Surinaams-Javaans in 9% van de huishoudens. Opmerkelijk is de tweetaligheid van de Surinaamse huishoudens: in bijna 80% wordt een tweede taal gesproken.
Op 24 mei 2021 werd op initiatief van de Henri Frans de Ziel-stichting de Associatie Surinaamse Taalgemeenschappen opgericht om de talen in Suriname te beschermen en bevorderen. Wat betreft het Nederlands is Suriname net als Nederland en België aangesloten bij de Taalunie.
| Gesproken talen per huishouden in Suriname                                              | Gesproken talen per huishouden in Suriname | Gesproken talen per huishouden in Suriname | Gesproken talen per huishouden in Suriname | Gesproken talen per huishouden in Suriname | Gesproken talen per huishouden in Suriname | Gesproken talen per huishouden in Suriname | Gesproken talen per huishouden in Suriname | Gesproken talen per huishouden in Suriname | Gesproken talen per huishouden in Suriname | Gesproken talen per huishouden in Suriname |
| Taal                                                                                    | Meest gesproken thuistaal                  | Meest gesproken thuistaal                  | Meest gesproken thuistaal                  | Meest gesproken thuistaal                  | Tweede thuistaal                           | Tweede thuistaal                           | Tweede thuistaal                           | Tweede thuistaal                           | Totaal bereik van de taal                  | Totaal bereik van de taal                  |
| --------------------------------------------------------------------------------------- | ------------------------------------------ | ------------------------------------------ | ------------------------------------------ | ------------------------------------------ | ------------------------------------------ | ------------------------------------------ | ------------------------------------------ | ------------------------------------------ | ------------------------------------------ | ------------------------------------------ |
|                                                                                         | Aantal                                     | %                                          | Aantal                                     | %                                          | Aantal                                     | %                                          | Aantal                                     | %                                          | Aantal                                     | %                                          |
|                                                                                         | 2004                                       | 2004                                       | 2012                                       | 2012                                       | 2004                                       | 2004                                       | 2012                                       | 2012                                       | 2012                                       | 2012                                       |
| Nederlands                                                                              | 57.577                                     | 46,6                                       | 69.715                                     | 49,7                                       | 29.163                                     | 23,6                                       | 33.883                                     | 24,1                                       | 103.598                                    | 73,8                                       |
| Sranantongo                                                                             | 11.105                                     | 9,0                                        | 11.802                                     | 8,4                                        | 45.634                                     | 37,0                                       | 50.143                                     | 35,7                                       | 61.945                                     | 44,1                                       |
| Sarnami Hindoestani                                                                     | 19.513                                     | 15,8                                       | 19.830                                     | 14,1                                       | 8.121                                      | 6,6                                        | 10.758                                     | 7,7                                        | 30.588                                     | 21,8                                       |
| Marrontalen                                                                             | 18.797                                     | 15,2                                       | 21.699                                     | 15,5                                       | 2.493                                      | 2,0                                        | 3.508                                      | 2,5                                        | 25.207                                     | 18,0                                       |
| Surinaams-Javaans                                                                       | 6.895                                      | 5,6                                        | 5.531                                      | 3,9                                        | 6.846                                      | 5,5                                        | 7.436                                      | 5,3                                        | 12.967                                     | 9,2                                        |
| Overige talen                                                                           | 6.501                                      | 5,3                                        | 8.597                                      | 6,1                                        | 4.030                                      | 3,3                                        | 5.693                                      | 4,1                                        | 14.290                                     | 10,2                                       |
| Geen tweede thuistaal                                                                   | -                                          | -                                          | -                                          | -                                          | 23.754                                     | 19,2                                       | 25.163                                     | 17,9                                       |                                            |                                            |
| Onbekend                                                                                | 3.075                                      | 2,5                                        | 3.193                                      | 2,3                                        | 3.422                                      | 2,8                                        | 3.783                                      | 2,7                                        |                                            |                                            |
| Totaal                                                                                  | 123.463                                    | 100,0                                      | 140.367                                    | 100,0                                      | 140.367                                    | 100,0                                      | 140.367                                    | 100,0                                      |                                            |                                            |
| Bron: Zevende algemene volks- en woningtelling 2012, Algemeen Bureau voor de Statistiek |                                            |                                            |                                            |                                            |                                            |                                            |                                            |                                            |                                            |                                            |

## Nederlands
De officiële taal van Suriname is het Nederlands, dat zeker in het kustgebied door bijna iedereen beheerst wordt en er ook de belangrijkste thuistaal geworden is. Sinds 2005 is Suriname daarom lid van de Nederlandse Taalunie. Meer dan 500 woorden uit het Surinaams-Nederlands zijn in de nieuwste versie van het Groene Boekje opgenomen. Volgens een taalonderzoek, dat ter gelegenheid van de toetreding in opdracht van de Taalunie werd uitgevoerd, is het Nederlands voor 60% van de Surinamers de moedertaal. In het binnenland is het Nederlands echter nauwelijks verspreid.
Het Nederlands wordt gebruikt door de overheid, in het onderwijs, in de handel, in de media en in het dagelijks leven ook als schrijftaal.
Er zijn tussen het Europees en het Surinaams-Nederlands verschillen in uitspraak die even groot zijn als die tussen het Nederlands-Nederlands en het Belgisch-Nederlands.

## Sranantongo
De lingua franca is Sranantongo, wat letterlijk 'Surinaamse taal' betekent. Het is oorspronkelijk de taal van de Creoolse bevolkingsgroep, maar wordt ook door zeer veel Surinamers uit andere bevolkingsgroepen verstaan en gesproken (naar schatting 85%-90% in 1955 van de totale Surinaamse bevolking is de taal machtig). Het is in taalkundig opzicht een creoolse taal, die vooral een gesproken taal is en nauwelijks als schrijftaal wordt gebruikt. Begin 21ste eeuw is er wel een toename gekomen in het schriftelijk gebruik. Er is ook een groeiende literatuur in het Sranantongo.

## Overzicht
Een overzicht van de talen die in Suriname gesproken worden, met het aantal moedertaalsprekers (ruwe schatting, met dubbeltellingen door twee- of meertaligheid):
- Talen uit Azië:
  - Sarnami Hindoestani (150.000), een Indo-Arische taal en de Surinaamse variant van het Caraïbisch-Hindoestani. De taal ontstond door een vermenging van de verschillende talen en dialecten die door Brits-Indische contractarbeiders werden  gesproken in Noord-India en Zuid-Nepal, in de huidige staten Uttar Pradesh, Bihar en Bengalen.
  - Surinaams-Javaans (60.000)
  - Chinees (12.000)
  - Libanees-Arabisch (klein aantal sprekers)
- Creoolse talen:
  - Sranantongo (120.000)
  - Saramaccaans (12.500)
  - Matawai (2000).
  - Aukaans (Ndyuka) (15.500), inclusief Paramaccaans en Aluku of Boni
  - Kwinti (klein aantal sprekers)
- Inheemse talen, onderverdeeld in drie taalfamilies:
  - Het Karaïbs, Kalina of Karaïbisch (2000), het Trio en Wayana (samen 600 sprekers)
  - Arawaktalen: Lokono (Arawak, 1200)
  - Warause talen: Warau (zie Guyana, vermoedelijk in Suriname niet meer gesproken)
- Talen uit Europa:
  - Nederlands (300.000)
  - Engels, hoofdzakelijk als tweede taal
  - Braziliaans Portugees, naar schatting 40.000 sprekers.

Afrika · België · China · Comoren · Duitsland · Europa · Frankrijk · India · Indonesië · Israël · Luxemburg · Madagaskar · Mayotte · Namibië · Nederland · Réunion · Rusland · Spanje · Suriname · Taiwan · Verenigde Staten · Zuid-Afrika · Zwitserland